# 연평균 성장률
연평균 성장률(年平均成長率, compound annual growth rate, CAGR)은 시간이 지남에 따라 일정한 비율의 반환(수익)을 제공하는 등비수열 비율에 대한 비즈니스, 투자 용어이다. CAGR은 회계학 용어는 아니지만 소득, 가입 사용자 등의 비즈니스적 일부 요소를 기술하기 위해 사용된다.

## 공식
CAGR은 다음과 같이 정의한다 :
{\displaystyle \mathrm {CAGR} (t_{0},t_{n})=\left({\frac {V(t_{n})}{V(t_{0})}}\right)^{\frac {1}{t_{n}-t_{0}}}-1}
여기서 {\displaystyle V(t_{0})}는 시작값, {\displaystyle V(t_{n})}는 끝값, {\displaystyle t_{n}-t_{0}}는 년수이다.

## 같이 보기
- 산술 평균
- 기하 평균